# (512) Taurinensis
(512) Taurinensis est un astéroïde de la ceinture principale découvert par Max Wolf le 23 juin 1903. Il a été ainsi baptisé en référence à la ville de Turin, en Italie.

## Compléments